# Mycetophila triangularis
Mycetophila triangularis är en tvåvingeart som beskrevs av Lundstrom 1912. Mycetophila triangularis ingår i släktet Mycetophila och familjen svampmyggor. Arten har ej påträffats i Sverige. Inga underarter finns listade i Catalogue of Life.